# El Mercurio
Pour les articles homonymes, voir Mercurio (homonymie).
El Mercurio est un journal conservateur chilien fondé en 1900 et qui possède des tirages régionaux dans tout le pays.
Son édition la plus importante, celle de Santiago, a été fondée en 1900 et est distribuée quotidiennement au niveau national.
Son principal concurrent est La Tercera.
L'édition de Valparaíso constitue le plus vieux journal hispanophone encore en circulation.
El Mercurio S.A.P. (Sociedad Anónima Periodística) possède en outre un réseau de 19 quotidiens régionaux et de 32 stations de radio à travers le pays.

## Historique
L'édition de Valparaíso a été fondée par Pedro Félix Vicuña —le père de Benjamín Vicuña Mackenna— le 12 septembre 1827, et fut rachetée en 1880 par Agustín Edwards Ross. L'édition de Santiago a été fondée par Agustín Edwards Mac Clure, le fils d'Edwards Ross, le 1er juin 1900. En 1942 Edwards Mac Clure meurt et son fils devient président de la compagnie. Quand il meurt à son tour en 1956, c'est à nouveau à son fils Agustín Edwards Eastman de prendre la relève.

## Critiques
El Mercurio a été critiqué pour avoir reçu des fonds (1,5 million de dollars) du gouvernement des États-Unis au début des années 1970 pour lutter contre le gouvernement socialiste de Salvador Allende par une propagande anti-Allende constante et pour avoir « préparé le terrain pour le coup d'État du 11 septembre 1973 ». Il reçoit également des fonds de la multinationale américaine International Telephone and Telegraph, très présente au Chili, pour diffuser des nouvelles alarmistes destinées à dissuader les milieux financiers et industriels à investir ou à se maintenir dans le pays. Deux des directeurs d'El Mercurio étaient des collaborateurs de la CIA.
El Mercurio a soutenu la dictature militaire d'Augusto Pinochet. Une semaine après le coup d’État, le quotidien titre « l'ex-gouvernement marxiste préparait un auto-coup d’État. » D'après ses « informations », l'administration de Salvador Allende préparait un plan d'assassinat massif de militaires, de responsables politiques et de journaliste d'opposition, ainsi que de leurs familles. Pendant les premières années de dictature, ce montage est utilisé pour justifier le putsh.

### L'affaire de lalettre du président
Le conservatisme d'El Mercurio déclenche plusieurs conflits très médiatisés avec l'ancien président du Chili Ricardo Lagos — premier président socialiste du pays depuis la chute de Salvador Allende. Le 16 septembre 2005 Lagos dénonce le zèle excessif déployé par le quotidien pour impliquer des membres de sa famille dans des affaires de pots de vin ou de largesses gouvernementale; il rédige une lettre au vitriol adressée à Edwards, lettre qui est publiée dans la rubrique du courrier des lecteurs le 21 septembre 2005. Le président Lagos écrit notamment :
Malheureusement, quand les historiens écriront l'histoire de cette période, on verra que votre journal a mis en exergue toutes les allégations sans fondement dirigées contre le président du Chili. J'en suis profondément attristé. J'aurais espéré quelque chose de mieux, plus en accord avec ce que nous savons l'un de l'autre.
J'ai essayé de faire de mon mieux pour le Chili afin de promouvoir une réconciliation et un renouveau de la confiance entre les uns et les autres. Mais votre haine, vos coups bas et la façon dont vous traitez systématiquement ces sujets m'ont persuadé que votre journal est aux antipodes de ce qu'aurait souhaité votre aïeul. Il est devenu le laquais d'un clan chilien : un clan qui cherche à semer la discorde à travers les paroles de vos éditoriaux, un clan qui cherche toutes les occasions de nous attaquer.
Malheureusement, ce « journalisme » n'est pas bon pour le Chili. Mais il semble parfois que la haine soit plus puissante, même si elle doit être nuisible au Chili.

### Sources et bibliographie
- Kornbluh, Peter (Sep/Oct 2003). The El Mercurio file. Columbia Journalism Review.
- CIA Freedom of Information Act-available article: « Report of CIA Chilian Task Force Activities, 15 September to 3 November 1970 » (18 novembre 1970).